# Károly Hauszler
Károly Hauszler, född 19 mars 1952 i Budapest, död 28 oktober 2023 i Budapest, var en ungersk vattenpolomålvakt. Han deltog i den olympiska vattenpoloturneringen i Moskva där Ungern tog brons. På den tiden spelade Hauszler för Tatabányai SC.